# Ctenophorinia christianae
Ctenophorinia christianae är en tvåvingeart som beskrevs av Ziegler och Hiroshi Shima 1996. Ctenophorinia christianae ingår i släktet Ctenophorinia och familjen parasitflugor. Inga underarter finns listade i Catalogue of Life.